# Géographie de la Syrie

## Grandes régions géographiques

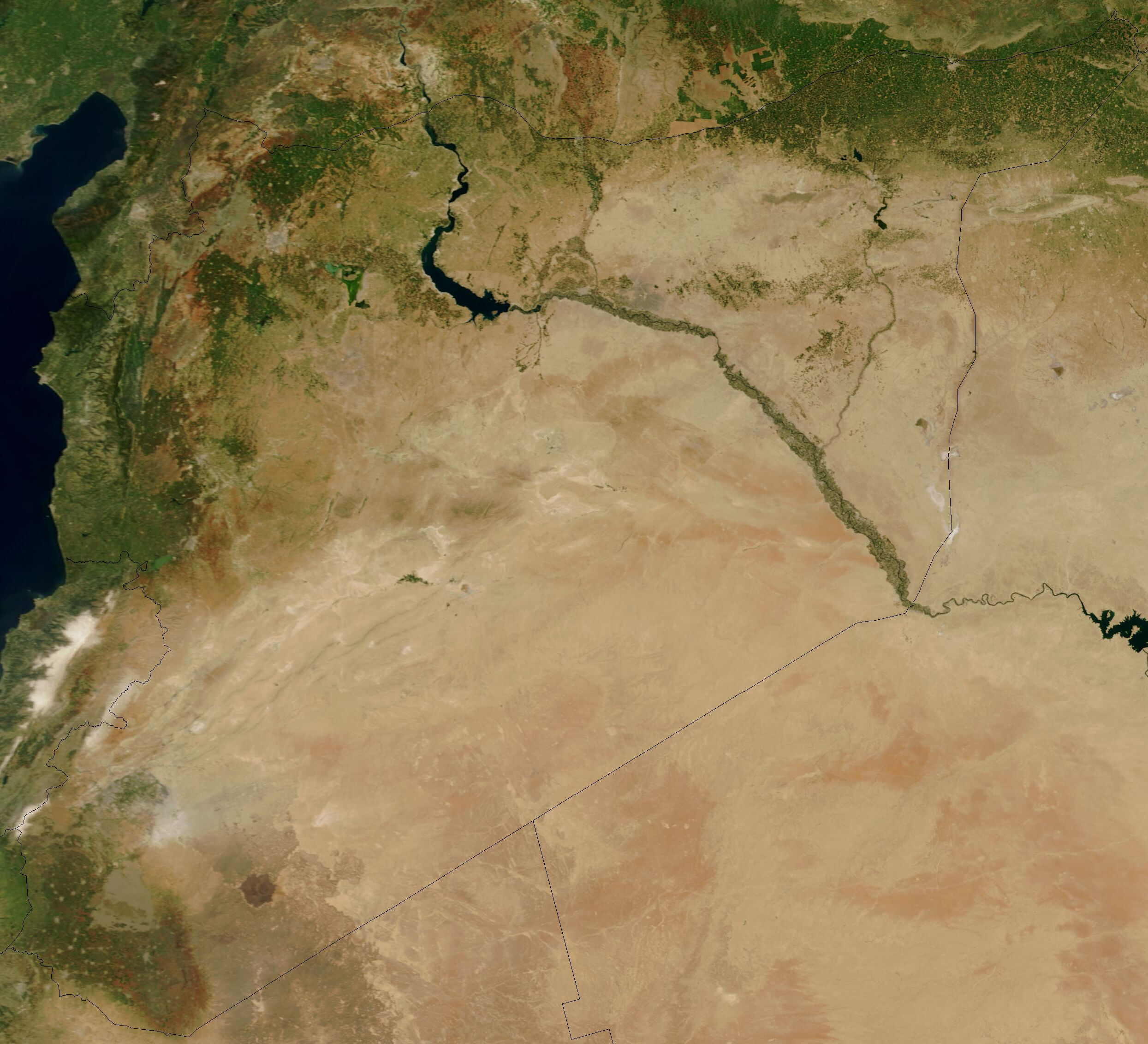
Image satellite de la Syrie

### L'intérieur
L'essentiel du territoire syrien est constitué par un vaste plateau calcaire (hamada) surmonté de quelques anciens reliefs volcaniques (djebel druze), et traversé au nord-est par le fleuve Euphrate.
Les reliefs traversant le plateau sont bas. Ils s'étendent du sud-ouest au nord-est jusqu'à l'Euphrate. On trouve notamment le Djebel Abu Rujmayn et le Djebel Bishri.
Au nord-est de l'Euphrate se trouve la région fertile du Djézireh de Syrie qui est baignée par deux affluents de l'Euphrate, le Balikh et le Khabur. Cette zone a fait l'objet de travaux d'irrigation dans les années 1960 et 1970. S'y pratique la culture des céréales et du coton. Du pétrole et du gaz y ont été découverts accroissant ainsi le potentiel économique de la région.

### Les montagnes de l'ouest
L'ouest de la Syrie est formé d'une double chaîne de montagnes orientées du nord vers le sud. Elles ont pour nom Anti-Liban et Djebel Ansariya et encadrent la vallée de l'Oronte, mais elles isolent le reste du pays de la côte méditerranéenne.

### Le littoral méditerranéen
Le littoral de la Syrie dans le bassin Levantin s'étend sur 183 kilomètres. Il est dominé par une chaîne montagneuse accidentée. De nombreux châteaux forts ont été construits sur ses éperons dont celui de Saladin (château de Saône) et le fort de Qalaat Marqab.
La côte a abrité des ports phéniciens qui furent florissants, et on peut visiter les ruines de l'ancienne cité d'Ugarit.
Aujourd'hui le port de Lattaquié est le lieu de transit de la majeure partie des importations et exportations syriennes. Tartus est le deuxième port du pays.

## Climat
La Syrie dispose d'un climat tempéré composé de quatre saisons. La température moyenne estivale atteint les 32 °C et la température moyenne hivernale atteint les 10 °C. Au printemps et à l'automne la moyenne des températures est de 22 °C.
L'ouest du pays connaît un climat de type méditerranéen, alors que le reste du pays est soumis à des variations de température extrêmes et une sécheresse de plus en plus accentuée, au fur et à mesure qu'on se dirige vers l'est.

### Hydrographie
La Syrie est un pays majoritairement aride en particulier à l'intérieur et à l'est du pays. Le niveau de pluviométrie moyen est de 318 mm par an mais tombe à moins de 150 au Nord-ouest contre plus de 800 près de la côte et près de 1 400 dans les montagnes. Le pays est en dessous du niveau du seuil de pénurie puisque la ressource par habitant s'établit à 947 m3 par an (le seuil de stress hydrique est généralement fixé à 1 700 m3 par an et par habitant et le seuil de pénurie à 1 000). La Syrie reçoit de plus son eau des pays voisins : 50 % des réserves proviennent de Turquie, 20 % du Liban. Autre facteur inquiétant, l'exploitation des nappes phréatiques dépasse leur capacité de renouvellement. La Syrie exploite ainsi aujourd'hui plus de 50 % des ressources renouvelables alors que le seuil maximum communément admis est de 30 %.
La Syrie dispose également de 141 barrages majoritairement construits à l'Ouest du pays aux fins d'irrigation, mais le plus grand est le barrage de Tabqa construit sur l'Euphrate dont le réservoir retient 12 km3. Ce dernier sert à l'irrigation de 100 000 à 150 000 hectares et fournit 5 600 GWh d'électricité par an. Toutefois, les techniques d'irrigation utilisées étant archaïques, l'évaporation favorise l'élévation du niveau de sel dans les terres diminuant progressivement la surface cultivable. À ces prélèvements s'ajoute l'évaporation au-dessus des réservoirs des barrages situés dans ces zones sèches qui contribue significativement à la diminution du débit de l'Euphrate vers l'Irak.
Depuis les années 1990, la Syrie tente de d'améliorer cette situation de stress hydrique :
- Traitement des eaux usées : 10 stations d'évaporation sont censées traiter 1 400 m3 par jour à travers le pays dans les années à venir. Quatre sont en fonctionnement aujourd'hui[Quand ?].
- Dessalement de l'eau de mer : déjà très utilisé en Israël, le dessalement reste une technique onéreuse mais devrait se développer dans l'avenir.
- Modernisation des techniques d'irrigation : seules 17 % des terres sont irriguées par goutte-à-goutte ou une autre technique moderne actuellement.
- Modernisation des réseaux de distribution : pour l'irrigation comme pour l'adduction d'eau, le niveau de perte par fuite s'établit entre 25 et 60 %.

Dernier aspect de ce tableau mais non le moindre, la Syrie, qui a perdu le contrôle des sources du Jourdain situées sur le plateau du Golan depuis la guerre des Six Jours, ne trouve pas de terrain d'entente avec son puissant voisin turc qui lui fournit l'essentiel des ressources de la région agricole du Nord-est. La Turquie a lancé depuis 30 ans le projet d'Anatolie du Sud-Est (GAP en turc) qui vise à irriguer 1,8 million d'hectares. Bien que ce dernier ne soit réalisé qu'à 12 %, le débit de l'Euphrate aurait déjà sensiblement diminué (voir également : Histoire du partage des eaux du bassin Tigre-Euphrate depuis 1916).

## Populations
L'essentiel de la population se concentre surtout à l'ouest et comporte jusqu'à 160 h/km2 dans les provinces côtières, où se trouvent toutes les grandes villes.

## Villes
(1) +100 000 habitants - (2) +25 000 habitants - (3) +10 000 habitants
- A'zaz (3)
- Abu Kamal (3)
- Adra (3)
- Afrin (3)
- Al Haffa (3)
- Alep (1)
- Baniyas (3)
- Damas (1)
- Der'a (2)
- Deir ez-Zor
- Duma (2)
- El Bab (3)
- El Haseke
- Al Malikiya (3)
- El Qamishliye (2)
- El Quseir (3)
- En Nebk (3)
- Eriha (3)
- Hama (1)
- Homs (1)
- Idlib (2)
- Jeble (3)
- Jisr esh Shughur (3)
- Kirikhan (3)
- Lattaquié (El Ladhiqiya) (1)
- Ma'arrat al-Numan (3)
- Masyaf (3)
- Membij (3)
- Meyadin (3)
- Palmyre (Tadmor) (3)
- Qatana (3)
- Raqqa (2)
- Reyhanli (3)
- Salqin (3)
- Samandag (3)
- Selemiya (3)
- Slug (3)
- As-Suwayda (2)
- Tartous (3)
- Telkalakh (3)
- Yabrud (3)
- Zebdani (3)

En Syrie, il y a 14 grandes villes et chaque grande ville est une région.
La plus grande région de Syrie est Homs (42 200 km2) et la plus grande ville est Damas (110,15 km2).